# 劉延東
劉延東（りゅう えんとう、簡体字：刘延东、繁体字：劉延東、英語：Liu Yandong、発音：リュウ・イェンドン、1945年11月22日 - ）は、中華人民共和国の政治家。国務委員。第17・18期中国共産党中央政治局委員、国務院副総理、中国共産党中央統一戦線工作部部長を歴任した。

## 経歴
1945年11月22日に江蘇省南通県に誕生する。1964年7月に中国共産党に入党し、1970年に清華大学化学工程部を卒業した。1994年に中国人民大学で社会学修士号を、吉林大学で政治学博士号を取得した。 1982年から1991年まで中国共産主義青年団中央書記処書記、1991年から中華全国青年聯合会主席を務めるなど、胡錦濤派の1つである団派（青幇）と目されている。1995年から中央統一戦線工作部副部長、2002年部長に昇格。
2005年10月の第16期五中全会では、上海市党委書記を陳良宇から劉に任せることで江沢民派の牙城を崩そうとしたが果たせなかった。2007年の第17回党大会時に党中央政治局常務委員の候補にも名前が挙がったが、政治局入り止まりとなった。2007年12月に統一戦線部長を解任される。
2003年3月から第10期全国政治協商会議副主席、2008年3月に副首相級の国務委員（教育、科学技術、文化・メディア、体育、香港・マカオ担当）。続く2012年に第18回党大会に当たり、党中央政治局委員に再選された。2013年3月に、国務院副総理に昇格。 第15期中央委員候補、第16、17、18期中央委員。
2017年9月にアメリカ合衆国の首都であるワシントンDCで行われた国慶節の記念式典に夫婦揃って出席したジャレッド・クシュナー大統領上級顧問とイヴァンカ・トランプ大統領補佐官と会見した。
2018年2月に平昌オリンピックの閉会式に出席した。

## 外部サイト
- 公式履歴

| 先代王兆国 | 中央統一戦線工作部部長2002年12月5日 - 2007年12月2日 | 次代杜青林 |